# Germaine Tortel
Pour les articles homonymes, voir Tortel.
 (septembre 2024).
Germaine Denise Tortel, née le 4 octobre 1896 à Lyon, ville où elle est morte le 12 mai 1975, est une pédagogue française et créatrice de la pédagogie de l'Initiation qui s'est particulièrement intéressée au dessin d'enfant.
Germaine Tortel est née à Lyon en 1896. Elle est élève de l'école normale d'institutrices de Lyon (1913-1916), puis enseigne dans le département du Rhône (1916-1932). Elle devient inspectrice de l’enseignement élémentaire et des écoles maternelles, dans la Nièvre et la Loire, puis elle est nommée à Paris en 1946, dans une circonscription maternelle, où elle reste jusqu'à sa retraite (1962). Elle est ensuite chargée du premier poste de recherche sur l’école maternelle créé à l'Institut national de Recherche pédagogique. 
Comme le fit également Élise Freinet, créatrice de l'idée d'Art enfantin, elle a porté un regard neuf sur les productions des enfants et en particulier sur le dessin. Elle a créé un centre de documentation sur ce sujet. La création plastique est, pour elle, un moyen d'apprentissage qui permet de comprendre le monde.
Elle a travaillé en relation avec des médecins, des psychologues et des psychiatres : Eugène Minkowski, René Diatkine, René Zazzo, Serge Lebovici et notamment Mária Török qui lui a consacré un ouvrage intitulé La Pédagogie non-directive de Germaine Tortel (1960).
Après sa mort est créée en 1977 l'association Germaine Tortel. 
Le Musée national de l'Education à Rouen conserve un fonds important d'œuvres et documents de sa pédagogie :une partie est d'ores et déjà décrite et accessible sur le catalogue en ligne, la majeure partie des travaux d'élèves, présentés sous la forme de dossiers/albums par les institutrices de la pédagogie Tortel sont en cours de description dans la base d'inventaire du musée.Une exposition au Munaé a présenté en 2015/2016 les 2 albums Tortel intitulés "Robinson Crusoé" (une partie des dessins d'enfants consultables sur le portfolio de l'exposition).  

## Œuvres
- « Quelles relations entre la psychologie et la pédagogie ? (1963) », Pédagogie d’initiation, n° 112-113, juin 2007, p. 20-21
- Propos sur l'art enfantin, CRDP, 1997
- Retrouver l'esprit d'enfance, CRDP, 1986
- La Musique, signe et clé de l'éducation, CRDP, 1984
- L'Enfant émerveillé : écrits sur l'art, CRDP, 1979
- Cheminement, CRDP, 1977